# East Hollywood
East Hollywood est un quartier de la ville de Los Angeles, en Californie.

## Présentation
Comme son nom l'indique, le quartier se trouve à l'est de Hollywood.

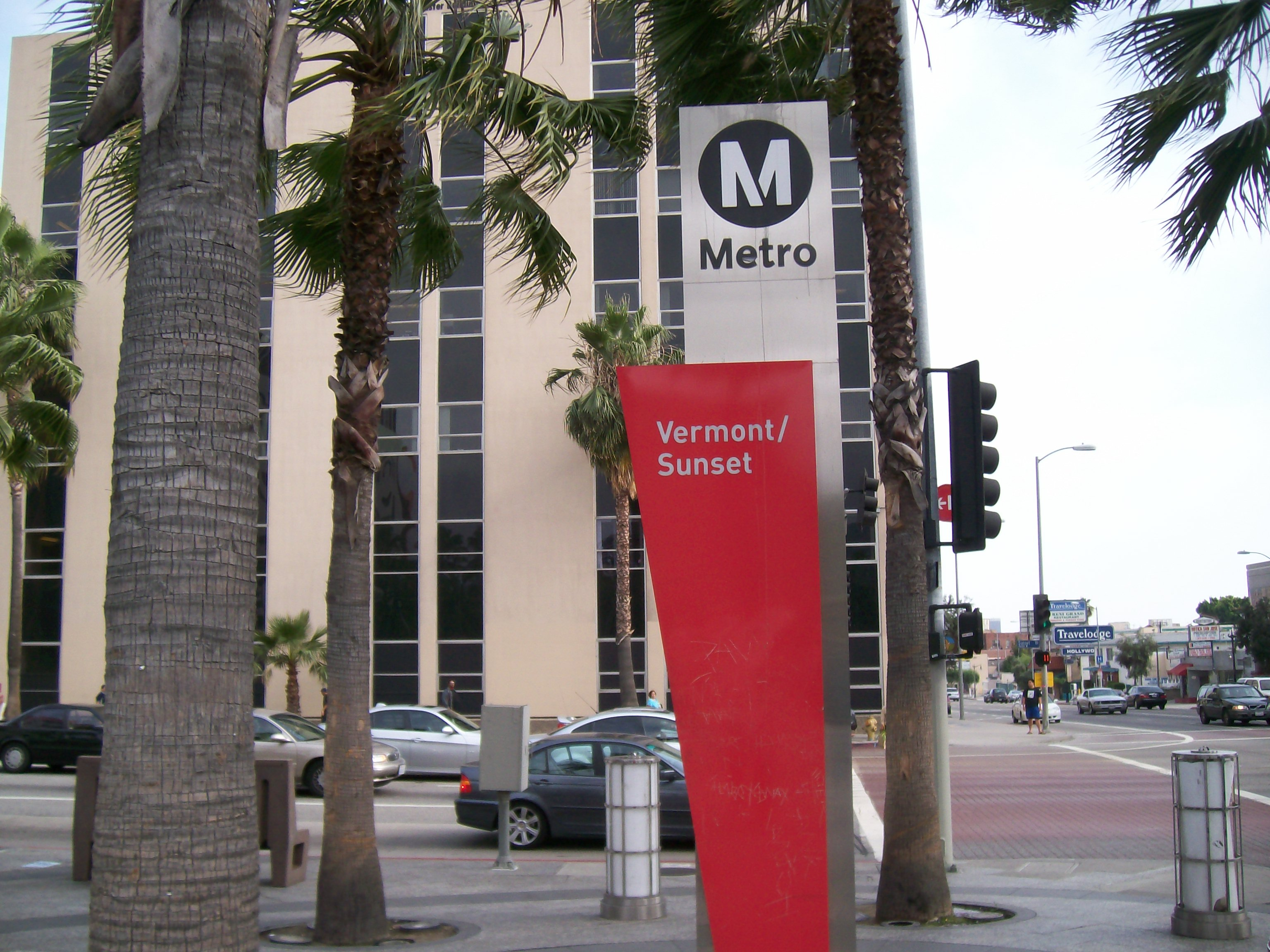
Panneau indiquant la station Vermont/Sunset.

Il est desservi par la ligne B du métro de Los Angeles, grâce à la station Vermont/Sunset.